# Leisha Cooper
Leisha Cooper (* 13. März 1987) ist eine australische Badmintonspielerin. 

## Karriere
Leisha Cooper gewann bei den nationalen Titelkämpfen von 2006 bis 2009 mehrere Silber- und Bronzemedaillen, bevor sie 2010 erstmals Gold gewinnen konnte. 2008 wurde sie bei der Ozeanienmeisterschaft Dritte.

## Sportliche Erfolge
| Saison | Veranstaltung                     | Disziplin   | Platz | Name                            |
| ------ | --------------------------------- | ----------- | ----- | ------------------------------- |
| 2006   | Australien: Einzelmeisterschaften | Damendoppel | 2     | Ann-Louise Slee / Leisha Cooper |
| 2007   | Australien: Einzelmeisterschaften | Dameneinzel | 3     | Leisha Cooper                   |
| 2008   | Australien: Einzelmeisterschaften | Mixed       | 2     | Nicholas Kidd / Leisha Cooper   |
| 2008   | Australien: Einzelmeisterschaften | Damendoppel | 3     | Erin Carroll / Leisha Cooper    |
| 2008   | Ozeanienmeisterschaft             | Damendoppel | 3     | Erin Carroll / Leisha Cooper    |
| 2008   | Australien: Einzelmeisterschaften | Dameneinzel | 3     | Leisha Cooper                   |
| 2008   | Ozeanienmeisterschaft             | Dameneinzel | 3     | Leisha Cooper                   |
| 2010   | Mauritius International           | Damendoppel | 1     | Leisha Cooper / Yeldi Louison   |
| 2010   | Australien: Einzelmeisterschaften | Dameneinzel | 1     | Leisha Cooper                   |